# Saison 1990-1991 de l'AS Saint-Étienne
Chronologie
Saison précédente Saison suivante
Cette page présente la saison 1990-1991 de l'AS Saint-Étienne. Le club évolue en Division 1 et en Coupe de France.

## Résumé de la saison
- Encore une saison dans le ventre mou du championnat avec une 13e place
- Le parcours en Coupe de France est également pas très reluisant avec une élimination en 16e de finale face à Auxerre.
- Le meilleur buteur de la saison est Lubomir Moravcik avec un total de 8 buts toutes compétitions confondues. C'est un international tchécoslovaque arrivé cette saison.
- Au niveau des mouvements de joueurs, beaucoup de mouvements. On note principalement les arrivées de Sylvain Kastendeuch, Jean-Pierre Cyprien, Lubomir Moravcik et Thierry Laurey.  Côté départs, on relève ceux d'Alain Geiger, Laurent Fournier et Mohammed Chaouch
- 2 graves blessures cette année. Tout d'abord celle de Philippe Tibeuf qui met un terme à sa carrière contre Nantes après un choc violent contre David Marraud, le gardien de Nantes. Et ensuite celle de Bernard Mendy, avec l'équipe réserve contre le Puy, qui le verra ensuite amputé d'une jambe.

## Équipe professionnelle

### Transferts
5 joueurs qui ont joué la saison dernière en pro n'ont joué cette année qu'en équipe réserve. Il s'agit de Jean-Pascal Beaufreton , Christophe Pignol, Philippe Durieu, Nicolas Mermet-Maréchal et Gilles Giuliano
| Nom                 | Nationalité | Poste     | Transfert       | Provenance/Destination | Division        |
| ------------------- | ----------- | --------- | --------------- | ---------------------- | --------------- |
| Arrivées            |             |           |                 |                        |                 |
| Jean-Pierre Cyprien |             | Défenseur | Transfert       | SC Bastia              | Division 2      |
| Sylvain Kastendeuch |             | Défenseur | Transfert       | FC Metz                | Division 1      |
| Loïc Lambert        |             | Milieu    | Transfert       | Laval                  | Division 2      |
| Jean-Claude Pagal   |             | Milieu    | Transfert       | La Roche VF            | Division 2      |
| Thierry Laurey      |             | Milieu    | Transfert       | Paris SG               | Division 1      |
| David Brockers      |             | Milieu    | -               | Formé au club          | -               |
| Lubomir Moravcik    |             | Milieu    | Transfert       | FC Nitra               | Tchécoslovaquie |
| Titi Camara         |             | Attaquant | -               | Formé au club          | -               |
| Dominique Corroyer  |             | Attaquant | Transfert       | Valenciennes           | Division 2      |
| Départs             |             |           |                 |                        |                 |
| Alain Geiger        |             | Défenseur | Transfert       | FC Sion                | Division 1      |
| Eric Clavelloux     |             | Défenseur | fin de carrière | -                      | -               |
| Gérard Placide      |             | Défenseur | -               | Lyon-Duchère           | CN2             |
| Laurent Fournier    |             | Milieu    | Transfert       | Marseille              | Division 1      |
| Pierre Haon         |             | Milieu    | Prêt            | FC Metz                | Division 1      |
| Mohammed Chaouch    |             | Attaquant | Transfert       | Istres                 | Division 2      |
| Vincent Chicharo    |             | Attaquant | Transfert       | Epinal                 | Division 2      |

### Championnat

#### Matchs allers
| Date       | N o | Adversaire               | Lieu | Résultat | Buteurs pour Saint-Étienne                                   | Points | Classement |
| ---------- | --- | ------------------------ | ---- | -------- | ------------------------------------------------------------ | ------ | ---------- |
| 21/07/1990 | J01 | Rennes                   | Dom. | 0 – 0    | -                                                            | 1      | 9          |
| 28/07/1990 | J02 | SC Toulon                | Ext. | 3 - 0    | -                                                            | 1      | 20         |
| 04/08/1990 | J03 | OGC Nice                 | Dom. | 1 - 0    | Rouget R. 57e                                                | 3      | 13         |
| 11/08/1990 | J04 | AJ Auxerre               | Ext. | 2 - 0    | -                                                            | 3      | 16         |
| 18/08/1990 | J05 | Montpellier PSC          | Dom. | 1 - 0    | Rouget R 2e (pen.)                                           | 5      | 13         |
| 25/08/1990 | J06 | FC Metz                  | Ext. | 3 - 1    | Sivebæk 68e                                                  | 5      | 17         |
| 29/08/1990 | J07 | SM Caen                  | Dom. | 0 – 0    | -                                                            | 6      | 15         |
| 08/09/1990 | J08 | Lille                    | Ext. | 3 - 2    | Tibeuf 60e (pen.), Primard 81e                               | 6      | 18         |
| 15/09/1990 | J09 | Lyon                     | Dom. | 0 - 1    | Kastendeuch 80e (csc)                                        | 6      | 18         |
| 22/09/1990 | J10 | FC Nantes                | Ext. | 2 – 1    | Tibeuf 44e (pen.)                                            | 6      | 20         |
| 29/09/1990 | J11 | FC Girondins de Bordeaux | Dom. | 0 – 0    | -                                                            | 7      | 19         |
| 06/10/1990 | J12 | Olympique de Marseille   | Ext. | 3 – 1    | Corroyer 61e                                                 | 7      | 20         |
| 20/10/1990 | J13 | AS Cannes                | Dom. | 1 - 0    | Tibeuf 77e                                                   | 9      | 19         |
| 27/10/1990 | J14 | Toulouse FC              | Ext. | 0 – 0    | -                                                            | 10     | 19         |
| 03/11/1990 | J15 | AS Monaco                | Dom. | 1 - 0    | Tibeuf 70e                                                   | 12     | 18         |
| 10/11/1990 | J16 | Nancy                    | Dom. | 4 - 1    | Laurey 1re, Kastendeuch 41e, Tibeuf 53e 66e                  | 14     | 15         |
| 24/11/1990 | J17 | Paris SG                 | Ext. | 4 - 2    | Deguerville 69e, Witschge 88e                                | 14     | 16         |
| 02/12/1990 | J18 | Brest                    | Dom. | 6 - 1    | Moravcik 14e, Mendy E. 36e 49e 62e , Tibeuf 44e, Cyprien 88e | 16     | 13         |
| 09/12/1990 | J19 | FC Sochaux               | Ext. | 2 - 0    | -                                                            | 16     | 16         |

#### Matchs retours
| Date       | N o | Adversaire               | Lieu | Résultat | Buteurs pour Saint-Étienne         | Points | Classement |
| ---------- | --- | ------------------------ | ---- | -------- | ---------------------------------- | ------ | ---------- |
| 23/12/1990 | J21 | OGC Nice                 | Ext. | 2 - 0    | -                                  | 16     | 19         |
| 13/01/1991 | J22 | AJ Auxerre               | Dom. | 2 - 1    | Deguerville 57e, Laurey 75e        | 18     | 18         |
| 20/01/1991 | J23 | Montpellier PSC          | Ext. | 0 – 0    | -                                  | 19     | 17         |
| 23/01/1991 | J20 | SC Toulon                | Dom. | 3 - 0    | Mendy E. 59e 82e, Moravcik 81e     | 21     | 12         |
| 27/01/1991 | J24 | FC Metz                  | Dom. | 2 - 1    | Moravcik 18e, Gros 59e             | 23     | 10         |
| 03/02/1991 | J25 | SM Caen                  | Ext. | 1 - 0    | -                                  | 23     | 12         |
| 10/02/1991 | J26 | Lille                    | Dom. | 0 – 0    | -                                  | 24     | 11         |
| 24/02/1991 | J28 | FC Nantes                | Dom. | 1 – 3    | Kastendeuch 26e (pen.)             | 24     | 14         |
| 02/03/1990 | J29 | FC Girondins de Bordeaux | Ext. | 2 – 1    | Moravcik 44e                       | 24     | 17         |
| 16/03/1991 | J30 | Olympique de Marseille   | Dom. | 1 – 1    | Moravcik 11e                       | 25     | 17         |
| 23/03/1991 | J31 | AS Cannes                | Ext. | 0 - 1    | Corroyer 25e                       | 27     | 14         |
| 26/03/1991 | J27 | Lyon                     | Ext. | 1 – 1    | Rouget R 62e                       | 28     | 14         |
| 06/04/1991 | J32 | Toulouse FC              | Dom  | 1 – 4    | Moravcik 8e                        | 28     | 16         |
| 13/04/1991 | J33 | AS Monaco                | Ext. | 2 – 0    | -                                  | 28     | 17         |
| 20/04/1991 | J34 | Nancy                    | Ext. | 1 - 0    | -                                  | 28     | 18         |
| 04/05/1991 | J35 | Paris SG                 | Dom. | 1 – 1    | Rouget R 68e                       | 29     | 18         |
| 11/05/1991 | J36 | Brest                    | Ext. | 0 - 1    | Corroyer 40e                       | 31     | 17         |
| 18/05/1991 | J37 | FC Sochaux               | Dom. | 2 - 1    | Corroyer 19e, Laurey 23e           | 33     | 15         |
| 25/05/1991 | J38 | Rennes                   | Ext. | 0 - 2    | Cuervo 84e, Kastendeuch 87e (pen.) | 35     | 13         |

### Classement final
Victoire à 2 points.
| Rang | Équipe                   | Pts | J  | G  | N  | P  | Bp | Bc | Diff |
| ---- | ------------------------ | --- | -- | -- | -- | -- | -- | -- | ---- |
| 1    | Olympique de Marseille T | 55  | 38 | 22 | 11 | 5  | 67 | 28 | +39  |
| 2    | AS Monaco C              | 51  | 38 | 20 | 11 | 7  | 51 | 30 | +21  |
| 3    | AJ Auxerre               | 48  | 38 | 19 | 10 | 9  | 63 | 36 | +27  |
| 4    | AS Cannes                | 41  | 38 | 12 | 17 | 9  | 32 | 28 | +4   |
| 5    | Olympique lyonnais       | 41  | 38 | 15 | 11 | 12 | 39 | 44 | -5   |
| 6    | Lille OSC                | 39  | 38 | 11 | 17 | 10 | 39 | 37 | +2   |
| 7    | Montpellier HSC          | 38  | 38 | 12 | 14 | 12 | 44 | 35 | +9   |
| 8    | SM Caen                  | 38  | 38 | 13 | 12 | 13 | 38 | 36 | +2   |
| 9    | Paris SG                 | 38  | 38 | 13 | 12 | 13 | 40 | 42 | -2   |
| 10   | Girondins de Bordeaux    | 37  | 38 | 11 | 15 | 12 | 34 | 32 | +2   |
| 11   | Stade brestois           | 37  | 38 | 11 | 15 | 12 | 45 | 46 | -1   |
| 12   | FC Metz                  | 36  | 38 | 12 | 12 | 14 | 44 | 51 | -7   |
| 13   | AS Saint-Étienne         | 35  | 38 | 13 | 9  | 16 | 40 | 46 | -6   |
| 14   | OGC Nice                 | 34  | 38 | 10 | 14 | 14 | 40 | 42 | -2   |
| 15   | FC Nantes                | 34  | 38 | 9  | 16 | 13 | 34 | 44 | -10  |
| 16   | Sporting Toulon Var      | 34  | 38 | 9  | 16 | 13 | 31 | 41 | -10  |
| 17   | AS Nancy-Lorraine P      | 33  | 38 | 11 | 11 | 16 | 38 | 58 | -20  |
| 18   | FC Sochaux               | 32  | 38 | 8  | 16 | 14 | 24 | 33 | -9   |
| 19   | Toulouse FC              | 31  | 38 | 8  | 15 | 15 | 33 | 45 | -12  |
| 20   | Stade rennais P          | 28  | 38 | 7  | 14 | 17 | 29 | 51 | -22  |

| Légende : Qualifications et relégations | Légende : Qualifications et relégations                                                   |
| --------------------------------------- | ----------------------------------------------------------------------------------------- |
|                                         | Coupe des clubs champions 1991-1992 (Premier tour)                                        |
|                                         | Coupe des Coupes 1991-1992 (Premier tour)                                                 |
|                                         | Coupe UEFA 1991-1992 (Trente-deuxièmes de finale)                                         |
|                                         | Rétrogradation administrative                                                             |
|                                         | T : Tenant du titre C : Vainqueur de la Coupe de France P : Promu de Division 2 1989-1990 |

- Bordeaux, l'OGC Nice et Brest sont rétrogradés administrativement par la DNCG en seconde division, sanction due à leurs déficits budgétaires.

### Coupe de France

#### Tableau récapitulatif des matchs
| Date       | N o           | Adversaire              | Lieu                               | Résultat | Buteurs pour Saint-Étienne                                              | Suite     |
| ---------- | ------------- | ----------------------- | ---------------------------------- | -------- | ----------------------------------------------------------------------- | --------- |
| 10/03/1991 | 32e de finale | US Mandelieu (District) | Stade de Saint-Cassien, Cannes     | 0 - 6    | Kastendeuch 4e 25e, Moravcik 7e, Laurey 11e, Corroyer 51e, Mendy E. 76e | Qualifiés |
| 02/04/1991 | 16e de finale | AJ Auxerre              | Stade de l'Abbé-Deschamps, Auxerre | 1 - 0    | -                                                                       | Éliminés  |

### Statistiques

#### Buteurs
| Place | Nom                    | Division 1 | Coupe de France | TOTAL des BUTS |
| 1     | Lubomir Moravcik       | 7 buts     | 1 but           | 8 buts         |
| 2     | Etienne Mendy          | 6 buts     | 1 but           | 7 buts         |
| 2     | Philippe Tibeuf        | 7 buts     | -               | 7 buts         |
| 4     | Raphael Rouget         | 5 buts     | 1 but           | 6 buts         |
| 5     | Sylvain Kastendeuch    | 3 buts     | 2 buts          | 5 buts         |
| 6     | Thierry Laurey         | 3 buts     | 1 but           | 4 buts         |
| 7     | Rob Witschge           | 2 buts     | -               | 2 buts         |
| 7     | Christophe Deguerville | 2 buts     | -               | 2 buts         |
| 9     | Thierry Gros           | 1 but      | -               | 1 but          |
| 9     | Jean-Pierre Cyprien    | 1 but      | -               | 1 but          |
| 9     | John Sivebæk           | 1 but      | -               | 1 but          |
| 9     | Jean-Philippe Primard  | 1 but      | -               | 1 but          |
| #     | contre son camp        | 1 but      | -               | 1 but          |
| Total | 12 buteurs             | 40 buts    | 6 buts          | 46 buts        |

Date de mise à jour : le 24 mars 2016.

#### Statistiques cartons  jaunes
| Place | Nom                    | Division 1 | Coupe de France | TOTAL des CARTONS JAUNES |
| 1     | Jean-Pierre Cyprien    | 8 cartons  | -               | 8 cartons                |
| 2     | Lubomir Moravcik       | 7 cartons  | -               | 7 cartons                |
| 3     | Loïc Lambert           | 6 cartons  | -               | 6 cartons                |
| 4     | Thierry Laurey         | 5 cartons  | -               | 5 cartons                |
| 5     | Thierry Gros           | 3 cartons  | 1 carton        | 4 cartons                |
| 6     | John Sivebæk           | 2 cartons  | 1 carton        | 3 cartons                |
| 6     | Jean-Claude Pagal      | 2 cartons  | 1 carton        | 3 cartons                |
| 6     | Yvon Pouliquen         | 3 cartons  | -               | 3 cartons                |
| 6     | Raphael Rouget         | 3 cartons  | -               | 3 cartons                |
| 10    | Philippe Tibeuf        | 2 cartons  | -               | 2 cartons                |
| 10    | Thierry Courault       | 2 cartons  | -               | 2 cartons                |
| 10    | Christophe Deguerville | 2 cartons  | -               | 2 cartons                |
| 10    | Jean-Philippe Primard  | 2 cartons  | -               | 2 cartons                |
| 10    | Bernard Mendy          | 2 cartons  | -               | 2 cartons                |
| 15    | Rob Witschge           | 1 carton   | -               | 1 carton                 |
| 15    | Sylvain Kastendeuch    | 1 carton   | -               | 1 carton                 |
| 15    | Dominique Corroyer     | 1 carton   | -               | 1 carton                 |
| Total | 17 joueurs             | 52 cartons | 3 cartons       | 55 cartons               |

Date de mise à jour : le 24 mars 2016.

#### Statistiques cartons  rouges
| Place | Nom             | Division 1 | Coupe de France | TOTAL des CARTONS ROUGES |
| 1     | Philippe Tibeuf | 1 carton   | -               | 1 carton                 |
| 1     | Rob Witschge    | 1 carton   | -               | 1 carton                 |
| Total | 2 joueurs       | 2 cartons  | -               | 2 cartons                |

Date de mise à jour : le 24 mars 2016.

#### Affluences
259 805 spectateurs ont assisté à une rencontre au stade cette saison, soit une moyenne de 13 674 par match. 
19 rencontres ont eu lieu à Geoffroy-Guichard durant la saison.
Affluence de l'AS Saint-Étienne à domicile

### Équipe de France
Un stéphanois a eu les honneurs de l’Equipe de France cette saison : Philippe Tibeuf (1 sélection)
| Joueurs         | Position  | Date       | Lieu   | Adversaire | Type rencontre | Score | Temps de jeu | Buts |
| Philippe Tibeuf | Attaquant | 17.11.1990 | Tirana | Albanie    | Elim CE        | 0 - 1 | 67           | -    |